# Mamoudou Karamoko
Mamoudou Karamoko, né le 8 septembre 1999 à Paris, est un footballeur français qui évolue au poste d'attaquant au FC Dinamo Bucarest.

## Biographie

### Carrière en club
Né à Paris en France, Mamoudou Karamoko est formé au Paris FC, avant de rejoindre le Racing Club de Strasbourg en 2016, où il commence sa carrière professionnelle. Il joue son premier match avec l'équipe première du club le 16 janvier 2019.
Passé ensuite par Wolfsburg où, comme à Strasbourg, il brille surtout en équipe reserve, il va vraiment se révéler en Championnat d'Autriche avec le LASK : après une première saison marquée par les blessures, il s'illustre comme buteur prolifique en 2021-2022.
Attirant plusieurs clubs lors de la fenêtre de transfert hivernale, il est finalement transféré au FC Copenhague en janvier 2022, qui joue dans le Championnat du Danemark,.

## Palmarès

### En club
FC Copenhague
- Championnat du Danemark (1) :
  - Champion : 2021-22.